# Wyrocznia delficka
Wyrocznia delficka – sławna w starożytnej Grecji wyrocznia w Delfach pochodząca jeszcze z okresu mykeńskiego, kiedy była miejscem kultu boga chtonicznego. Grecy uważali sanktuarium za omphalos – pępek świata. W okresie homeryckim wyrocznia stała się ośrodkiem kultu Apollina, a przepowiednie wieściła siedząca na trójnogu kapłanka Pytia, wieszczka Apollina.

## Mitologia
Według mitu wysłał Zeus dwa orły z przeciwległych końców świata, które lecąc spotkały się w Delfach. Od tego czasu wiadomo było, że znajduje się tam środek świata.
Ziemia-matka Gaja połączyła się z błotem, które pozostało po końcu złotego wieku i urodziła latającego węża lub smoka Pytona. Pyton posiadał zdolność jasnowidzenia i mieszkał w miejscu później nazwanym Delfami. Mity nie są zgodne co do płci Pytona.
Hera zazdrosna żona Zeusa, była wnuczką Gai. Gaja przepowiedziała jej, że Leto, jej rywalka i kochanka Zeusa, urodzi bliźnięta, które będą potężniejsze niż wszystkie dzieci Hery. Wysłała więc Hera Pytona, by ten pożarł Leto, zanim ta wyda na świat swoje dzieci. Zeus udaremnił tę intrygę i Leto urodziła Artemidę i Apollina.
Pierwszym czynem Apollina była zemsta na Pytonie za atak na swoją matkę. Udał się do Delf i zabił smoka. Jego krew, która wsiąkła w delficką ziemię, przeniosła na to miejsce zdolności profetyczne Pytona.

## Patroni wyroczni
Głównym patronem wyroczni był Apollin, który miał zabić podziemnego potwora strzegącego omphalos. Podczas jego corocznych (zimowych) podróży do rodzinnych ziem północnych (Hyperborei) w Delfach panował Dionizos, którego kult w tym miejscu potwierdzony jest od V w. p.n.e. Delfy były również miejscem kultu Orfeusza, który wzbogacił kult o orfickie elementy (wędrówka dusz i teletae).

## Przepowiednie
Z zapytaniem do wieszczki o objawienie wyroczni mogli zwracać się wyłącznie mężczyźni po dokonaniu szeregu obrzędów oczyszczających i po złożeniu przepisanych ofiar. Podczas ceremonii, ubrana w białą szatę i z głową ozdobioną złotym diademem i wieńcem z liści laurowych, Pytia piła wodę ze świętego źródła Kassotis. Następnie siadała na trójnogu ustawionym nad rozpadliną i wdychając odurzające wyziewy udzielała odpowiedzi. Kapłanka wypowiadała się w formie heksametrycznej, zwykle jednak dopiero świątynni kapłani układali jej słowa w formie poetyckiej. Przepowiednia była traktowana jako wyrocznia Zeusa objawiona za pośrednictwem Apollina.
Sława wyroczni delfickiej była tak wielka, że jej przepowiednie miały znaczący wpływ na religię, politykę i prawa starożytnej Grecji, a Delfy stały się panhelleńskim sanktuarium. W apogeum rozwoju wyroczni przepowiedni udzielały trzy kapłanki. W Atenach, Sparcie i innych miastach utworzono instytucję kapłanów exegatai pythochrestoi wybieranych przez Pytię spośród przedstawianych jej kandydatów. Byli oni doradcami w sprawach kultowych, a także interpretowali znaki i wyrocznie.

## Historia
Świątynia Apollina powstała około 600 r. p.n.e. Składa się z trzech części: Świętego Okrągu, Marmari i Źródła Kastalskiego. w 371 p.n.e. prawdopodobnie trzęsienie ziemi zniszczyło świątynię. W czasie wojny w latach 357–346 p.n.e. sanktuarium zostało ograbione przez wojska z Fokidy. W okresie hellenistycznym rola Delf zmalała. Dopiero najazd Celtów w 279 p.n.e. i rola Delf w obronie przed wrogiem, spowodował, że sanktuarium odzyskało utraconą pozycję. W 207 p.n.e. do wyroczni przybyli posłowie rzymscy, którzy zabiegali o usankcjonowanie w Rzymie kultu Kybele. O przepowiednie wyroczni prosili również Seleukos II i Ptolemeusz VI. We wczesnych latach Cesarstwa Rzymskiego rola Delf ponownie zmalała. Ponowne odrodzenie wyroczni nastąpiło w 84 r. n.e., kiedy Domicjan odbudował świątynię. W 390 n.e. Teodozjusz zakazał kultu w Delfach, a jego następca Arkadiusz zburzył budynki sanktuarium. Pozostałości sanktuarium zostały odkryte w XVII wieku. W 1915 roku odkryto blok marmuru w kształcie stożka, określany jako Omphalos.